# 파주경찰서
파주경찰서(坡州警察署, Paju Police Station)는 경기도북부경찰청이 관할하는 경찰서 중 하나이다. 경기도 파주시 일대를 관할한다. 경기도 파주시 쇠재로 140 (금릉동)에 위치하고 있다.
서장은 총경으로 보한다.

## 기본 정보
- 주소: 경기도 파주시 쇠재로 140 (금릉동)
- 우편번호: 10934

## 관할 파출소 및 지구대
파주경찰서는 4개의 지구대와 9개의 파출소를 산하에 두고 있다.
| 명칭           | 사진 | 주소                      | 관할구역                                       | 치안센터 |
| -------------- | ---- | ------------------------- | ---------------------------------------------- | -------- |
| 금촌지구대     |      | 새꽃로 212 (아동동)       | 금촌동, 아동동, 야동동, 검산동, 금능동, 맥금동 |          |
| 월롱파출소     |      | 월롱면 휴암로 3           | 월롱면                                         |          |
| 교하파출소     |      | 교하로 1431-2 (교하동)    | 교하동                                         |          |
| 운정야당지구대 |      | 한울로 55-1 (동패동)      | 운정 3동                                       |          |
| 운정호수지구대 |      | 해솔로 84                 | 운정1·2동                                      |          |
| 문산지구대     |      | 문산읍 개포래로 50-4      | 문산읍·군내면·장단면·진서면                    |          |
| 파평파출소     |      | 파평면 청송로 198         | 파평면·진동면                                  |          |
| 조리파출소     |      | 조리읍 봉천로 55          | 조리읍                                         |          |
| 탄현파출소     |      | 탄현면 방촌로 669         | 탄현면                                         |          |
| 파주파출소     |      | 파주읍 향교말길 26        | 파주읍                                         |          |
| 법원파출소     |      | 법원읍 사임당로905번길 40 | 법원읍                                         |          |
| 광탄파출소     |      | 광탄면 동거리길 25-7      | 광탄면                                         |          |
| 적성파출소     |      | 적성면 청송로 1003        | 적성면                                         |          |

## 논란
- 2015년 5월 4일 조리파출소 소속 경찰관이[4] '상인들에게 금품을 요구하지 말라'고 항의했던 주민이 도움을 요청했으나 그 주민을 폭행해 후유장애를 입힌 후 증거를 인멸하였다.[5]

## 같이 보기
- 경기도북부경찰청